# Matthias Legley
Matthias Legley (Waregem, 15 januari 1991) is een Belgisch wielrenner die anno 2018 rijdt voor Sovac-Natura4Ever.

## Carrière
In 2009 werd Legley achter Bob Schoonbroodt tweede in de Omloop Het Nieuwsblad voor junioren. In de Ronde van Tunesië in 2016 behaalde Legley zijn eerste UCI-overwinning door in de vierde etappe Mouhssine Lahsaini in een sprint-à-deux te verslaan. Later dat seizoen werd hij onder meer vijftiende in de Nationale Sluitingsprijs en negentiende in het eindklassement van de Ronde van Sharjah.
In februari 2017 werd Legley achter Ahmed Galdoune tweede in de Trophée de la Maison Royale, de derde manche van de Challenge du Prince.

## Overwinningen
2016
4e etappe Ronde van Tunesië
2017
7e etappe Ronde van Kameroen
3e en 7e etappe Ronde van Senegal
Eindklassement Ronde van Tunesië
1e etappe Ronde van Ivoorkust

## Ploegen
- 2016 –  Veranclassic-Ago
- 2018 –  Sovac-Natura4Ever

Belmokhtar · Bille · Bouzidi · Deguide · Deriaux · Évrard · Geuens · Hamza · Karrar · Legley · H. Mansouri · I. Mansouri · Mokhtari · Rebellin · Reguigui · Stenuit · Zamparella